# 743
743 (DCCXLIII) je bilo navadno leto, ki se je po julijanskem koledarju začelo na torek.

## Dogodki
- Franki v bitki pri Lechu premagajo Bavarce, ki so jim pomagali Karantanci; Bavarska pride pod frankovsko nadoblast.

## Smrti
- 6. februar - Hišam ibn Abd al-Malik, kalif Omajadskega kalifata (* okoli 691)